# エマヌエル・エメニケ
エマヌエル・エメニケ（Emmanuel Emenike, 1987年5月10日 - ）は、ナイジェリア・Otuocha出身の元サッカー選手。現役時代のポジションはフォワード。元ナイジェリア代表。

## 来歴

### クラブ
1987年、ナイジェリアのOtuochaにて生まれる。2007年にデルタ州のアサバに本拠地を置くデルタ・フォースFCにてサッカー選手としてのキャリアを始めた。
2008年1月、2部のナショナル・ファースト・ディヴィジョンに所属するブラック・エースFCに移籍。2月17日、ディナモFCとの試合でデビューをし、この試合でエメニケは得点を挙げたが4-2で敗れた。ブラック・エースFCでは7試合に出場の3得点を挙げた。
2008年5月、同リーグに所属するFCケープタウンに移籍をした。

#### トルコ
2009年、TFF1.リガ所属のカラビュクスポルに1年間のレンタル移籍をした。リーグ戦では28試合に出場し、クラブ内、リーグ内で2位となる16得点を挙げトルコ・シュペルリガ昇格に貢献。自身はTFF1.リガ最優秀外国人選手賞に選出された。シーズン終了後カラビュクスポルに移籍金30万ユーロの3年契約で完全移籍をした。
昇格初年度の2010/2011シーズンでは23試合に出場して、一部リーグで4位となる14ゴールを叩き出した。
2011年5月、パスポートにおいて年齢詐称していると報じられてスキャンダルに発展。タブロイド紙の"ハーバー・トルク"対して訴訟を起こして勝利をした。
2011年5月25日、フェネルバフチェSKに4年契約の移籍金900万ユーロで移籍をした。しかし、2011/2012シーズン開幕前に大規模な八百長スキャンダルが発覚してフェネルバフチェSKはCL出場権を剥奪された。自身は刑務所に4日間拘留されたが無罪として釈放された。12月4日には他13人の選手が起訴された。

#### スパルタク・モスクワ
そんな折、ロシアのFCスパルタク・モスクワからオファーが飛び込み、8月12日に契約。移籍金は1000万ユーロで背番号は29番を選んだ。2011年8月14日、ロシア・プレミアリーグ第20節のFCアンジ・マハチカラ戦の76分にアリとの交代で出場してデビューを飾った。8月28日、第22節のPFC CSKAモスクワ戦では70分から出場し、その5分後の75分にスパルタクの選手として初となるゴールを決めた。
2011-12シーズン終盤、ディナモ・モスクワとの試合中に相手サポーターから人種差別的な暴言を吐かれた報復としてゴールを決めた際、右手を左肩近くに当てる仕草を見せるジェスチャーを行い、これが相手チームへの侮辱行為とみなされて退場処分を受け、後にロシアサッカー協会の倫理委員会から約17,000ドルの罰金を科せられた。

#### フェネルバフチェ復帰
2013年8月7日、フェネルバフチェSKに2年ぶりに復帰した。

### 代表
ナイジェリア代表として、2011年にシエラレオネ代表との親善試合でデビューした。2011年6月1日に行われたアルゼンチン代表との親善試合で代表初ゴールを決めた。
アフリカネイションズカップ2013では4得点を挙げ得点王となった。2015年、代表での夢が全て叶ったとして代表引退を表明した。

## 代表歴

### 出場大会
- ナイジェリア代表
  - 2014 FIFAワールドカップ

### 試合数
- 国際Aマッチ 36試合 9得点（2011年-2015年）[7]

| ナイジェリア代表 | 国際Aマッチ | 国際Aマッチ |
| 年               | 出場        | 得点        |
| ---------------- | ----------- | ----------- |
| 2011             | 6           | 1           |
| 2012             | 2           | 0           |
| 2013             | 11          | 8           |
| 2014             | 13          | 0           |
| 2015             | 4           | 0           |
| 通算             | 36          | 9           |

## タイトル
フェネルバフチェSK
- スュペル・リグ 2013-14